# Roma Rovers FC

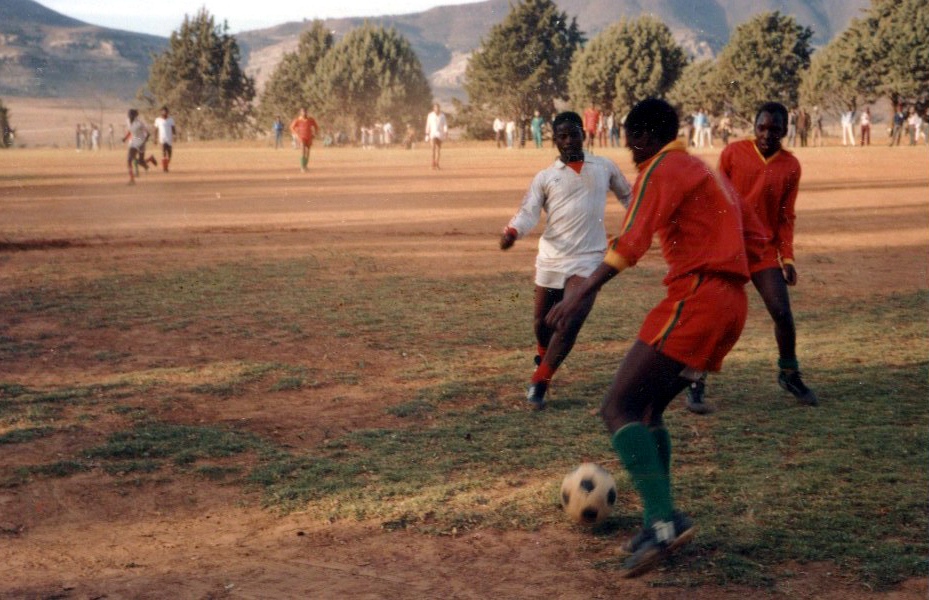
Heimspiel der Roma Rovers in der Lesotho Premier League (1990)

Der Roma Rovers FC ist ein Fußballverein aus Roma, Lesotho. Er trägt seine Heimspiele im Machabeng Stadium aus.
Der Verein wurde unter dem Namen Maseru Rovers FC gegründet. Anfang der 1980er Jahre spielte er erfolgreich in der Lesotho Premier League mit, zu einer Meisterschaft reichte es nicht. Dennoch gewann er 1981 und 1982 den Lesotho Cup. Nach diesen Erfolgen wurde es ruhiger im Verein und zwischenzeitlich stieg man in die Lesotho Second Division ab. Es folgte die Umbenennung in Roma Rovers FC und der Umzug zur National University of Lesotho nach Roma. 1995 gewann der Club den Lesotho Cup und 1996 gewann er seine erste Meisterschaft in der Lesotho Premier League. Doch der Erfolg währte nicht lange und man stieg einige Jahre später wieder ab.

## Erfolge
- Lesothischer Meister: 1996
- Lesothischer Fußballpokal: 1981, 1982

## Statistik in den CAF-Wettbewerben
| Wettbewerb                    | Runde    | Gegner              | Hinspiel | Rückspiel          |  |
| ----------------------------- | -------- | ------------------- | -------- | ------------------ |  |
|                               |          |                     |          |                    |  |
| African Cup Winners’ Cup 1982 | 1. Runde | CAPS United         | 0:1 (H)  | 0:1 (A)            |  |
| African Cup Winners’ Cup 1983 | Vorrunde | Young Aces Bulembu  | 2:1 (H)  | 1:1 (A)            |  |
|                               | 1. Runde | AS Sotema           | 3:2 (H)  | 0:2 (A)            |  |
| African Cup Winners’ Cup 1996 | Vorrunde | Windhoek MP Tigers  | 2:1 (A)  | 1:2 (H), 1:4 n. E. |  |
| CAF Champions League 1997     | Vorrunde | Lime Leaf Wanderers | 0:1 (A)  | 5:1 (H)            |  |
|                               | 1. Runde | Orlando Pirates     | 0:1 (A)  | 0:0 (H)            |  |